# Burgena transducta
Burgena transducta är en fjärilsart som beskrevs av Walker 1864. Burgena transducta ingår i släktet Burgena och familjen nattflyn. Inga underarter finns listade i Catalogue of Life.